# Itete (Busokelo)
Itete ist ein Verwaltungsbezirk (Ward) des Distrikts Busokelo in der tansanischen Region Mbeya.

## Geografie
Itete liegt im Südwesten von Tansania etwa 20 Kilometer nordwestlich der Stadt Tukuyu. Bei der Volkszählung 2022 lebten hier 10.513 Menschen in 2877 Haushalten.

## Gliederung
Der Bezirk besteht aus fünf Gemeinden (Mtaa) mit 29 Orten (Kitongoji):
| Kabembe - Mpuguso - Lwambi - Ikama - Kitima - Mpanda | Selya - Busekele - Bujesi - Mbusania - Ngana | Busoka - Ngana - Katilu - Mbonja - Mbegele - Juakali - Saru - Kandete - Hedikota - Butola | Kilugu - Lusungo - Mpanda - Ngamanga - Lukwego - Lupaso - Ipyana | Kibole - Kibole Kati - Ipyasyo - Nkuyu - Ilopa - Nguti |

## Wirtschaft und Infrastruktur
- Landwirtschaft: Die wichtigsten Feldfrüchte sind Mais, Bohnen, Reis und Kakao. Als Nutztiere werden Rinder, Schweine, Ziegen, Hühner und Enten gehalten.[6]
- Bildung: Die sechs Grundschulen werden von 2290 Schülern besucht, in einer weiterführenden Schule sind 433 Knaben und Mädchen.[6]
- Gesundheit: In Itete befindet sich ein privates Distriktkrankenhaus.[7] Es wurde von finnischen Missionaren 1963 eröffnet und wird von der evangelischen Kirche betrieben.[8] Außerdem gibt es eine Apotheke in Kibole.[9]